# Lista de prefeitos de Adustina
Esta é a lista de prefeitos e vice-prefeitos do município de Adustina, estado brasileiro da Bahia
| Nº | Prefeito                                                          | Partido | Vice-Prefeito                                                          | Partido | Início do mandato     | Fim do mandato         | Observações                                           |
| 1  | Manoel Vieira de Santana, Bebé (Adustina, 05.04.1944)             | PFL     | Benigno Alves Neto (Tobias Barreto, 01.12.1943)                        | PTB     | 1º de janeiro de 1990 | 31 de dezembro de 1992 | Prefeito e vice eleitos em sufrágio universal         |
| 2  | Antônio Gomes de Santana, Tonho de Salú (Paripiranga, 15.04.1931) | PFL     | João Pinto dos Santos, João de Virgílio                                | PDT     | 1º de janeiro de 1993 | 31 de dezembro de 1996 | Prefeito e vice eleitos em sufrágio universal         |
| 3  | Manoel Vieira de Santana, Bebé (Adustina, 05.04.1944)             | PFL     | José Aldo Rabelo de Jesus, Zé Aldo (Adustina, 06.02.1961)              | PSL     | 1º de janeiro de 1997 | 31 de dezembro de 2000 | Prefeito e vice eleitos em sufrágio universal         |
| 3  | Manoel Vieira de Santana, Bebé (Adustina, 05.04.1944)             | PFL     | José Aldo Rabelo de Jesus, Zé Aldo (Adustina, 06.02.1961)              | PFL     | 1º de janeiro de 2001 | 31 de dezembro de 2004 | Prefeito e vice reeleitos em sufrágio universal       |
| 4  | José Aldo Rabelo de Jesus, Zé Aldo (Adustina, 06.02.1961)         | PMDB    | José Valter de Souza, Dr. Valter (Adustina, 27.12.1967)                | PRP     | 1º de janeiro de 2005 | 31 de dezembro de 2008 | Prefeito e vice eleitos em sufrágio universal         |
| 5  | Manoel Vieira de Santana, Bebé (Adustina, 05.04.1944)             | DEM     | Agenilda Elias de Jesus, Nilda (Paripiranga, 15.11.1971)               | PR      | 1º de janeiro de 2009 | 31 de dezembro de 2012 | Prefeito e vice eleitos em sufrágio universal         |
| 6  | José Aldo Rabelo de Jesus, Zé Aldo (Adustina, 06.02.1961)         | PMDB    | Agenilda Elias de Jesus, Nilda (Paripiranga, 15.11.1971)               | PSD     | 1º de janeiro de 2013 | 31 de dezembro de 2016 | Prefeito eleito e vice reeleita em sufrágio universal |
| 7  | Paulo Sérgio Oliveira dos Santos (Poço Verde, 25.06.1983)         | PSL     | Vanicleide de Jesus Andrade, Loirinha do Sem Terra (Antas, 30.10.1984) | PT      | 1º de janeiro de 2017 | 31 de dezembro de 2020 | Prefeito e vice eleitos em sufrágio universal         |
| 7  | Paulo Sérgio Oliveira dos Santos (Poço Verde, 25.06.1983)         | PSD     | Vanicleide de Jesus Andrade, Loirinha do Sem Terra (Antas, 30.10.1984) | PT      | 1º de janeiro de 2021 | 31 de dezembro de 2024 | Prefeito e vice reeleitos em sufrágio universal       |
| 8  | Jota Junior Gonçalves, Juninho Professor (Adustina, 03.06.1974)   | PSD     | Orlancio dos Santos Santana, Cidão (Paripiranga, 08.01.1981)           | PSD     | 1º de janeiro de 2025 | Atual                  | Prefeito e vice eleitos em sufrágio universal         |